# Trent Opaloch
Trent Opaloch (Thunder Bay, 31 dicembre 1969) è un direttore della fotografia canadese.
È noto per la sua collaborazione con Neill Blomkamp e con i fratelli Russo.

## Filmografia
- Yellow, regia di Neill Blomkamp - cortometraggio (2006)
- Tempbot, regia di Neill Blomkamp - cortometraggio (2006)
- Terminus, regia di Trevor Cawood - cortometraggio (2007)
- District 9, regia di Neill Blomkamp (2009)
- Elysium, regia di Neill Blomkamp (2013)
- Captain America: The Winter Soldier, regia di Anthony e Joe Russo (2014)
- Humandroid (Chappie), regia di Neill Blomkamp (2015)
- Captain America: Civil War, regia di Anthony e Joe Russo (2016)
- Avengers: Infinity War, regia di Anthony e Joe Russo (2018)
- Avengers: Endgame, regia di Anthony e Joe Russo (2019)